# 黒漆剣
黒漆剣（こくしつけん）は、京都府京都市にある鞍馬寺が所有・所蔵する大刀（直刀）。日本の重要文化財に指定されている。口承によれば、平安時代の征夷大将軍としても高名な大納言坂上田村麻呂が同寺に奉納したと伝えられる。

## 名称
名称の訓み方については、文化庁は「こくしつけん」としている。
福永酔剣は著書『日本刀大百科事典』の中で「こくしつのけん」で項を立てつつも「くろぬりのたち」と訓む異説も示している。福永は「黒漆」を「こくしつ」と訓む論拠の一つとして『義経記』を挙げている。
稲田和彦は『学叢』第2号「黒漆大刀　鞍馬寺蔵」の中で黒漆剣を「黒漆大刀」と表記している。

## 概要
京都府京都市左京区の鞍馬寺の縁起を記した『鞍馬蓋寺漢文縁起』には、黒漆剣及び田村麻呂に関する記述はみられない。そのため「鞍馬寺に坂上田村麻呂が戦勝祈願に訪れ、無事に凱旋した時に奉納した大刀」と鞍馬寺には口承でのみ伝わっている。
明治44年（1911年）4月17日に当時の古社寺保存法に基づく国宝（いわゆる旧国宝、1950年の文化財保護法施行後における重要文化財）に指定されている。指定名称は「黒漆剣
(寺伝坂上田村麻呂佩剣)」。2000年時点での所有者は鞍馬寺であり、2016年時点で所蔵も同寺である。

## 作風

### 刀身
刃長76.6cm、元幅2.6cm、先幅1.8cmで無銘の大刀。黒漆大刀拵（くろうるしのたちこしらえ）も残されており、奈良時代から平安時代初期にかけての刀剣を知るものとして貴重な例である。

### 外装
拵（こしらえ）は柄（つか）を布張り、鞘を薄韋（うすかわ）張りとし、柄・鞘ともに黒漆を塗る。柄は片手柄の長さである。金具（足金物、責金、石突）は金銅製。帯執りの足金物は「山形」と称される形態で、石突（鞘尻）には筒金を嵌める。鐔は木瓜形鉄製の透鐔をかける。石突の金物を二重仕立てにする点と、鐔に透かしを入れる点が特色である。刀身は切刃造の直刀。地鉄は板目肌が流れ、刃文は直刃（すぐは）である。
装飾の形式は正倉院に伝来する奈良時代の金銅鈿荘大刀の遺制を強く残しているが、細部の意匠や技法は平安時代前期の様式に属する。一方では春日大社に伝来する平安時代中期の金地螺鈿毛抜形太刀に比べるとやや古式である。このことから平安時代中期のものよりは奈良時代のものに近く、平安時代前期を下らないものと推測されており、坂上田村麻呂とも時代的に符号する。また被葬者として坂上田村麻呂墓説が裏付けられている山科西野山古墳出土品のうち金装大刀残闕 1口（附 帯執革飾金具4箇）と大変似通っている。

## 異説
前述のとおり、黒漆剣を所蔵している鞍馬寺には「鞍馬寺に坂上田村麻呂が戦勝祈願に訪れ、無事に凱旋した時に奉納した大刀」と口承で伝わるのみである。一方で日本刀全般を扱った書籍を中心に黒漆剣を「標剣」（節刀のこと）、「そはやのつるぎ」（ソハヤノツルギのこと）、「坂上宝剣」（坂家宝剣のこと）などと同一視する傾向もみられる。
時代小説作家の牧秀彦は、著書『名刀 その由来と伝説』（2005年）の中で「坂上田村麻呂が征夷副使となった第二次征伐の際に佩用した太刀が黒漆剣である」とし、また「最初は標剣（そはやのつるぎ）とも呼ばれ、弘仁2年（811年）に没した田村麻呂の遺愛刀の標剣が皇室の御剣に加えられたのち、坂上宝剣として歴代天皇や親王の側に置かれて、現在は鞍馬寺に所蔵されている」との異説を紹介している。
しかし『名刀 その由来と伝説』の中では黒漆剣を節刀やソハヤノツルギ、坂家宝剣と同一視する根拠となった史料が挙げられておらず、この異説には疑問点や矛盾もみられることから俗説と考えられている。そのため一般的には「黒漆剣と標剣、そはやのつるぎ、坂上宝剣の4振りの刀剣はそれぞれ同一ではない」または「同一であるか定かではない」と説明される。

### 標剣との同一視
標剣は節刀のことを指し、天皇が出征する将軍または遣唐使の大使に持たせた任命の印となる刀剣で、征夷においては天皇から征夷大将軍に賜与された記録がある。賜与された節刀は、将軍職や遣唐使大使などに任命された者の任務が終わると、その報告とともに天皇へと返還される。
『日本紀略』によると、田村麻呂が征夷副使となった延暦十三年の征夷（桓武朝第二次蝦夷征討）では、延暦13年（794年）2月1日に征夷大使大伴弟麻呂が節刀を賜与されているものの、田村麻呂は征夷副使の立場のため、この戦役で節刀が賜与されたとは考えられず、また史料にもそのような記述が見られないことから、牧の述べる「最初は黒漆剣とも呼ばれた標剣を田村麻呂が第二次征伐で佩用した」という歴史的事実は確認出来ない。
田村麻呂に節刀が賜与された事例としては、征夷大将軍となった延暦二十年の征討（桓武朝第三次征伐）で延暦20年（801年）2月14日となるが、同年10月28日に帰京すると報告とともに天皇へと返還している。征夷大将軍に還任した延暦23年（804年）の事例では、翌年に起こった徳政相論により蝦夷征討が中止されたため田村麻呂が出征しておらず、節刀を賜与されることもなかった。そのため、田村麻呂が生涯に渡って標剣を持ち続けたという事実はない。
また牧は標剣をそはやのつるぎともしているが、標剣とそはやのつるぎを結びつける一次史料が挙げられていないため、「標剣（そはやのつるぎ）」としている点にも疑問が残る。

### ソハヤノツルギとの同一視
そはやのつるぎとは、坂上田村麻呂ないし彼をモデルとした伝承上の人物・坂上田村丸が持つ、お伽草子『鈴鹿の草子（田村の草子）』や奥浄瑠璃『田村三代記』など田村語りに登場するソハヤノツルギ（ソハヤ、ソハヤの剣、ソハヤ丸とも）である。
物語中では、そはやのつるき、そばやの剱、草早丸、素早の剣、素早丸など、説話や写本によって当て字に表記ゆれが見られる。またソハヤノツルギの逸話が仮託された大刀として、兵庫県加東市の清水寺が所蔵する騒速（そはや）が挙げられる。
一方で、黒漆剣にソハヤノツルギの逸話が仮託されたことを裏付ける史料は確認できない。騒速は田村麻呂が悪事の高丸や鈴鹿山の鬼神を退治したという由来とともに清水寺が所有しているため、黒漆剣をそはやのつるぎと同一視する異説には疑問が残る。

### 坂家宝剣との同一視
坂家宝剣は刀身に金象嵌の銘文が刻まれていたことが『公衡公記』別記「昭訓門院御産愚記」に克明に記録されており、その実在性に朝廷における権威のよりどころがあった。しかし黒漆剣の刀身には坂家宝剣であることを示す金象嵌の銘がないことから、黒漆剣は坂家宝剣ではない。
また田村麻呂が没した後に皇室の御剣に加えられ、敦実親王の元では雷が鳴ると鞘走り、後醍醐天皇は行幸の際にも佩用したとしているが、これらの逸話は藤原忠実の談話として『富家語』で敦実親王や後醍醐天皇と坂家宝剣の逸話として記されている。黒漆剣に雷が鳴ると鞘走ったという史料はない。

### 原典
1. ↑  『日本後紀』弘仁二年五月十九条日条
2. ↑  『日本紀略』
3. ↑  『公衡公記』別記「昭訓門院御産愚記」乾元二年五月九日、裏書